# Infinite Crisis
Infinite Crisis (conhecida no Brasil como Crise Infinita) é o título de uma minissérie em sete partes publicada pela DC Comics entre Dezembro de 2005 e Junho de 2006. No Brasil foi publicada pela Editora Panini um ano depois, em sete edições mensais de Dezembro de 2006 a Junho de 2007. Escrita por Geoff Johns e desenhada por Phil Jimenez, George Pérez, Ivan Reis e Jerry Ordway e com cada edição sendo lançada com duas capas variantes: uma desenhada por Jim Lee e Sandra Hope e a outra por George Perez. A minissérie se apresenta como uma sequência à minissérie Crisis on Infinite Earths ("Crise nas Infinitas Terras", no Brasil), lançada em 1985, e conta o destino dos heróis sobreviventes do Multiverso: Superman e Lois Lane da Terra 2, Alexander Luthor da Terra 3 e Superboy da Terra Primordial.
A trama da minissérie teve início em 2003, com a morte de um personagem durante a minissérie Titans/Young Justice:  Graduation Day, mas foi com o especial Countdown to Infinite Crisis, e quatro minisséries (The Omac Project, Villains United, The Rann/Thanagar War e Day of Vengenance) lançadas na sequência, que começou a auto-intitulada "contagem regressiva" para o evento.
Com a conclusão da série, a DC Comics deu início ao evento Um Ano Depois, na qual todos os títulos mensais da editora tiveram a cronologia adiantada em um ano, permitindo mudanças drásticas entre os personagens. A maior parte dos eventos decorridos nesse período foi publicado na minissérie semanal 52, em que cada edição representa uma semana desse ano.

## Prelúdios e conexões
A história começou quando Donna Troy morreu em 2003 no crossover Novos Titãs/Justiça Jovem: Dia de Formatura, depois sucedeu com Crise de Identidade, e começou uma nova crise com Contagem Regressiva para a Crise Infinita e culminou com a Crise Infinita.

## Enredo
Alexander Luthor Jr. da Terra 3, Superman da Terra 2, Superboy Primordial e Lois Lane da Terra 2, conseguíram sobreviver após o mega evento Crise nas Infinitas Terras em uma brecha no espaço. Mas Kal-L, vendo que a Terra que eles tinham salvado (a Terra 1) havia se tornado corrupta e extremamente violenta, se juntou a Alexander e Superboy para restaurar a sua Terra (Terra 2). Alexander manipula os eventos na Terra e se disfarça como a sua contraparte Lex Luthor, que lidera a "Sociedade dos Super-Vilões", convencendo-os a ajudarem a construir uma máquina que fará lavagem cerebral nos heróis. Também reprograma o computador criado por Batman, chamado de Irmão Olho, fazendo-o ativar um exército de OMAC's que ataca o lar da Mulher Maravilha (Temiscira) e vários outros lugares.
Mas Superman da Terra 2 foi enganado por Alexander que na verdade acreditava na teoria de que um Luthor não podia ser amigo de um Superman, ou seja, sempre que um Superman e um Luthor coexistirem eles se antagonizarão.
Assim, Alexander trai Superman para dar cabo de seu verdadeiro plano: recriar todo o Multiverso e "peneirar" esses planetas até achar a Terra perfeita.
Enquanto isso, o Superboy Primordial, enlouquecido por querer de volta seu Universo, ataca Conner Kent, Superboy da Terra 1, o que faz com que os Novos Titãs apareçam para impedi-lo. Superboy Primordial mata e fere vários Titãs, até que os Flashes (Jay Garrick, Wally West) e o Kid Flash Bart Allen aparecem e o prendem na força da aceleração. Mas o herói enlouquecido acaba escapando e inicia-se uma batalha contra vários heróis. Ao final, o Superboy Conner Kent acaba morrendo. Pouco depois aparece repentinamente um Bart Allen envelhecido e com o uniforme de seu tio e começa a lutar com o Superboy Primordial. Este revela o seu plano, que consiste em se chocar contra Oa na velocidade da luz e com isso criar um novo Big Bang e, consequentemente, um novo Universo com ele como único sobrevivente. É surpreendido por toda a Tropa dos Lanternas Verdes que tenta detê-lo. Quando Superboy está próximo de matar Guy Gardner e derrotar a Tropa, Kal-El e Kal-L o impedem e o levam até o planeta Mogo. Lá, Superboy surra Superman da Terra 2 até a morte e tenta matar o Superman da Terra 1. A luta é catastrófica e no final, toda a Tropa dos Lanternas Verdes e vários heróis conseguem prender Superboy, agora já enfraquecido.
Enquanto isso, Alexander Luthor lidera o ataque a Metrópolis, e, enquanto Batman e seus pupilos derrotam o Exterminador, Asa Noturna é atingido por um raio de Alexander Luthor, ficando a beira da morte. Batman, desesperado, pega a arma de Slade e aponta para a cabeça de Alexander Luthor, até que é impedido de matá-lo pela Mulher-Maravilha que assim se redime perante aos olhos dele, que deixara de confiar na heroína depois que ela assassinara Maxwell Lord.
Várias noites após este evento, Alexander está tentando bolar um novo plano para "salvar" o Universo quando leva uma borrifada de ácido de um lado de sua face. Aparece Lex Luthor e diz que de todos os erros que Alexander fez, deixar o Coringa de fora da "Brincadeira" foi o pior deles.
O Coringa então eletrifica Alexander Luthor, saca uma arma e o mata. A Tropa dos Lanternas Verdes chega e confina o Superboy da Terra-Prime em um conteiner de Quantum, próximo ao sol vermelho e o vigia com cinqüenta Lanternas Verdes. Agora, prisioneiro, o Superboy da Terra-Prime desenha um "S" em seu tórax dizendo que já esteve em lugares piores que este e sempre se safou.

## Consequências

### Séries canceladas durante o evento
Diversas séries foram canceladas durante o pulo de um ano. Algumas, como Batgirl, Gotham Central e Batman: Gotham Knights foram encerradas de forma definitiva, enquanto outras foram encerradas para serem relançadas com uma nova numeração. Neste grupo incluem-se JLA, The Flash e Wonder Woman. Adicionamenlmente, Adventures of Superman retornou ao seu título original, Superman, enquanto o título que havia sido lançado em 1987 e vinha sendo lançado com este título foi cancelada, encurtando a linha de títulos de Superman para apenas dois títulos, Superman e Action Comics. O mesmo aconteceu com Batman, que começaria a aparecer apenas em Batman e Detective Comics.